# TruTV
truTV est une chaîne de télévision spécialisée américaine détenue par Warner Bros. Discovery. Elle portait anciennement le nom de Court TV.

## Histoire

### Court TV
La chaîne a été lancée le 1er juillet 1991 sous le nom de Court TV sous un partenariat entre Liberty Media (50 %), Time Warner (25 %) et General Electric (via NBC) (25 %). L'avocat Steven Brill était au lancement du projet. La chaîne suivait le déroulement des procès en direct des tribunaux, le plus célèbre fut celui d'O. J. Simpson en 1995.
Steven Brill a quitté la chaîne en 1997, puis NBC vend ses parts à Time Warner en 1998. La chaîne fait alors l'acquisition d'émissions et séries originales pour diffusion en soirée. En 2006, Time Warner racheta toutes les parts Court TV et place la chaîne sous la division de Turner Broadcasting System.

### truTV
Le 13 mars 2007, Time Warner annonce le changement de nom pour début 2008, et sa version en format HDTV.
En 2014, la chaîne prend un virage comédie.

## Présentateurs
Nancy Grace, Catherine Crier, Dan Abrams, Beth Karas, Rikki Klieman…

## Programmes

### Séries télévisées originales
- Les Pires Profs (Those Who Can't) (2016–2019)[1]
- I'm Sorry (2017–2019)[2]
- At Home with Amy Sedaris (en) (2017–2020)[3]
- Tacoma FD (en) (depuis le 28 mars 2019)[4]

### Téléréalités
- Les Jokers (Impractical Jokers) (caméra cachée, depuis le 15 décembre 2011)[5]
- The Carbonaro Effect (en) (caméra cachée, depuis le 1er avril 2014)[6]
- Hack My Life (en) (2015–2018)[7]
- Adam Ruins Everything (2015–2019)[8]
- Comedy Knockout (en) (comédie standup, 2016–2018)[9]
- Jon Glaser Loves Gear (en) (mockumentaire, 2016–2019)[10]
- Fast Foodies (en) (depuis 2021)

### CourtTV
La chaîne comportait beaucoup de télé-réalité sur la police.
- Forensic Files (2000–2011)
- Lisa Bloom: Open Court présenté par Lisa Bloom
- Best Defense présenté par Jami Floyd
- Banfield & Ford: Courtside présenté par Ashleigh Banfield & Jack Ford
- Most Shocking
- Video Justice
- World's Wildest Police Videos
- Haunting Evidence (en) (2005–2008)
- COPS (rediffusions)
- Hot Pursuit (en) (2006–2008)
- Black Gold
- Rich and Reckless
- Personal Convictions
- Disorder in the Court
- The Smoking Gun Presents
- Shopping to Extremes
- Inside: Alaska's Toughest Prison
- Inside: The Prison Code
- Stringers
- Closing Arguments
- Jail

### Séries télévisées (rediffusions)
- Homicide
- New York Police Blues
- New York, cour de justice

## Radio
En février 2003 l'émission Court TV Plus débute sur la radio Sirius Satellite Radio.

## Canada
Court TV a été ajoutée à la liste de services par satellite admissibles du CRTC en juillet 1997.
Le 7 septembre 2001, Learning and Skills Television of Alberta Limited (LSTA) (une société contrôlée par CHUM Limited) a lancé Court TV Canada, remplaçant la version américaine chez les distributeurs canadiens, et diffusait des émissions provenant de son équivalent américain. Après le changement de nom en 2008 aux États-Unis, le service canadien a continué d'utiliser le même nom. CTVglobemedia a fait l'acquisition de CHUM Limited le 22 juin 2007. Après avoir signé un contrat de longue durée avec Discovery Communications, CTVgm a effectué le changement de nom pour Investigation Discovery le 30 août 2010.